# Эскобар, Федерико
Федерико Эскобар Сапата (исп. Federico Escóbar Zapata, 26 ноября 1924 — 7 ноября 1966) — боливийский шахтёр-коммунист, деятель рабочего движения и организатор профсоюзного движения страны. Единственный рабочий руководитель, которому был поставлен памятник.

## Биография
Родился в семье железнодорожника Франсиско Элэутерио Эскобара и Нивес Сапаты де Эскобар. В скором времени отец погиб в результате железнодорожной аварии. Федерико Эскобар Сапата начал работать на шахте Сигло-XX с 17 лет; был свидетелем бойни рабочих в Катави и массовых увольнений в Сексенио. Быстро выдвинулся в рабочие руководители. Один из организаторов и координаторов самоуправления (рабочего контроля) в Сигло-XX вплоть до его отмены. Подвергался преследованиям со стороны правительства и был заключён в тюрьму Сан-Педро.
Федерико Эскобар Сапата был убеждённым коммунистом и антиклерикалом, он боролся против насаждения право-консервативными священниками реакционных доктрин среди трудящихся. Некоторое время был членом ЦК Коммунистической партии Боливии. Подвергал критике взгляды её реформистских руководителей (Монхе, Колье и Отеро), затем порвал с партией и начал работу над сплочением организаций, находящихся левее КПБ — наподобие троцкистской РРП. Выступил одним из инициаторов создания Коммунистической партии Боливии (марксистско-ленинской).
Посольство США в Боливии высоко оценивало не только профессиональные умения Федерико Эскобара («проработав на шахте 21 год, он знает о горном деле не меньше инженеров Горнорудной корпорации Боливии»), но и его организационные качества: министр внутренних дел Антонио Аргуэдас, работавший в то же время на ЦРУ, пытался купить сотрудничество Федерико Эскобара за 6 тыс. долларов.
Внезапно умер в частной больнице Ла-Паса, куда был доставлен с переломом руки в дорожно-транспортном происшествии. Эта смерть до сих пор остаётся загадкой: была ли она результатом сговора власть имущих или же оказалась отражением плачевного состояния боливийского здравоохранения. В руководстве КПБ (мл) его сменил Оскар Самора.
В 2012 году законом, получившим имя Федерико Эскобара Сапаты, был национализирован металлургический комплекс «Винто».

## Книги
- Hernán Escobar Chavarría. Los bolivianos jamás hemos tenido alma de esclavos. Cochabamba: Kipus, 2010